# Koen van den Broek
Koen van den Broek (Bree, 1973) is een Belgisch kunstschilder, die woont en werkt in Antwerpen en Seoul, Zuid-Korea.

## Biografie
In zijn nog jonge carrière als kunstenaar is Koen van den Broek, vanuit zijn opleiding in de architectuur aan de Katholieke Universiteit Leuven (B) bijna als vanzelf in de schilderkunst terechtgekomen. Zijn voorliefde voor het werk van Matisse, alsook kunstopleidingen aan de Koninklijke Academie voor Schone Kunsten van Antwerpen (B) en Sint-Joost te Breda (NL) wortelden hem in de Europese schildertraditie. Die heeft hij steeds in perspectief gebracht door een sterke proccupatie met de Amerikaanse conceptuele en abstracte kunst, niet alleen in theorie maar ook middels roadtrips. Deze worden bijna jaarlijks door de Verenigde Staten gemaakt, en leveren hem daarbij het nodige beeldmateriaal op.
Aan de academie kreeg hij les van Fred Bervoets, die hem een zekere discipline in zijn werk aanleerde, alsook het feit dat alles in een schilderij een functie moet hebben. Het viel hem op dat Van den Broek in staat was veel te zeggen met weinig middelen. “Koen schildert zo weinig en zegt zo veel. Koen schildert de essentie.”
In 2003 nam Van den Broek deel aan de tentoonstelling Matisse and beyond: A century of modernism in het San Francisco Museum of Modern Art, waarmee hij zijn affiniteit met deze kunstenaar voor het eerst op de voorgrond plaatste. Het is bovenal de manier waarop Matisse met behulp van krachtige kleuren een beeld kan herleiden tot zijn essentie, los van iedere boodschap of inhoud, en toch na al die jaren niet gaat vervelen die van den Broeks diepe respect afdwingen.
Van den Broek leerde John Baldessari, een van de grondleggers van de conceptuele kunst aan de westkust van de VS, kennen toen hij in 2001, niet lang na zijn verblijf aan het post-graduaatprogramma van het HISK (Hoger Instituut voor Schone Kunsten, toen nog in Antwerpen) naar Los Angeles trok. Na een vriendschap van zeven jaar besloten ze in 2008 samen te werken aan een project dat foto's van Baldessari combineerde met geschilderde interventies door van den Broek.  ‘Ik werkte met foto's die Baldessari maakte van film-stills uit Hollywood (...) Baldessari drukte ze af op groot formaat, tot drie op vier meter (...) John stuurde me allemaal beelden op die het omgekeerde zijn van mijn werk: zwart-wit, heel veel interieurs, terwijl ik met kleur en vooral exterieur werk. (...) Ook nu nog spant hij altijd valstrikken als kunstenaar, want ik wilde vooral niet doen wat hij zou doen: het is een tricky proces geweest, maar heel boeiend.”
Toen hij door het Museum van Hedendaagse Kunst Antwerpen (M HKA) in 2008 werd gevraagd een tentoonstelling met hun collectie te cureren, combineerde hij dit met werk uit Belgische privécollecties. Hierbij legde hij verbanden tussen minimalistische en postexpressionistische Amerikaanse, Belgische en Europese kunstenaars, daarbij uitgaand van wat voor hem als kunstenaar van belang was. Naast deze subjectieve insteek ontstond er ook een objectief verhaal over de plaats van Belgische kunst in een breder, internationaal perspectief.
Ter gelegenheid van zijn solotentoonstelling in het Stedelijk Museum voor Actuele Kunst (SMAK) in Gent werd "Crack", een uitgebreide monografie, gepubliceerd onder redactie van Wouter Davidts en met bijdragen van onder anderen John Welchman, Andrew Renton en Dirk Lauwaert. In deze monografie, alsook in de tentoonstelling werd voor het eerst een breed overzicht gegeven van van den Broeks carrière tot dan toe, en dit hielp hem bovendien tot het trekken van  “…new conclusions from my older work and this gave me the energy to keep on developing my familiar motives of the urban landscape and how this can be translated in new ways onto the canvas.”

## Werk

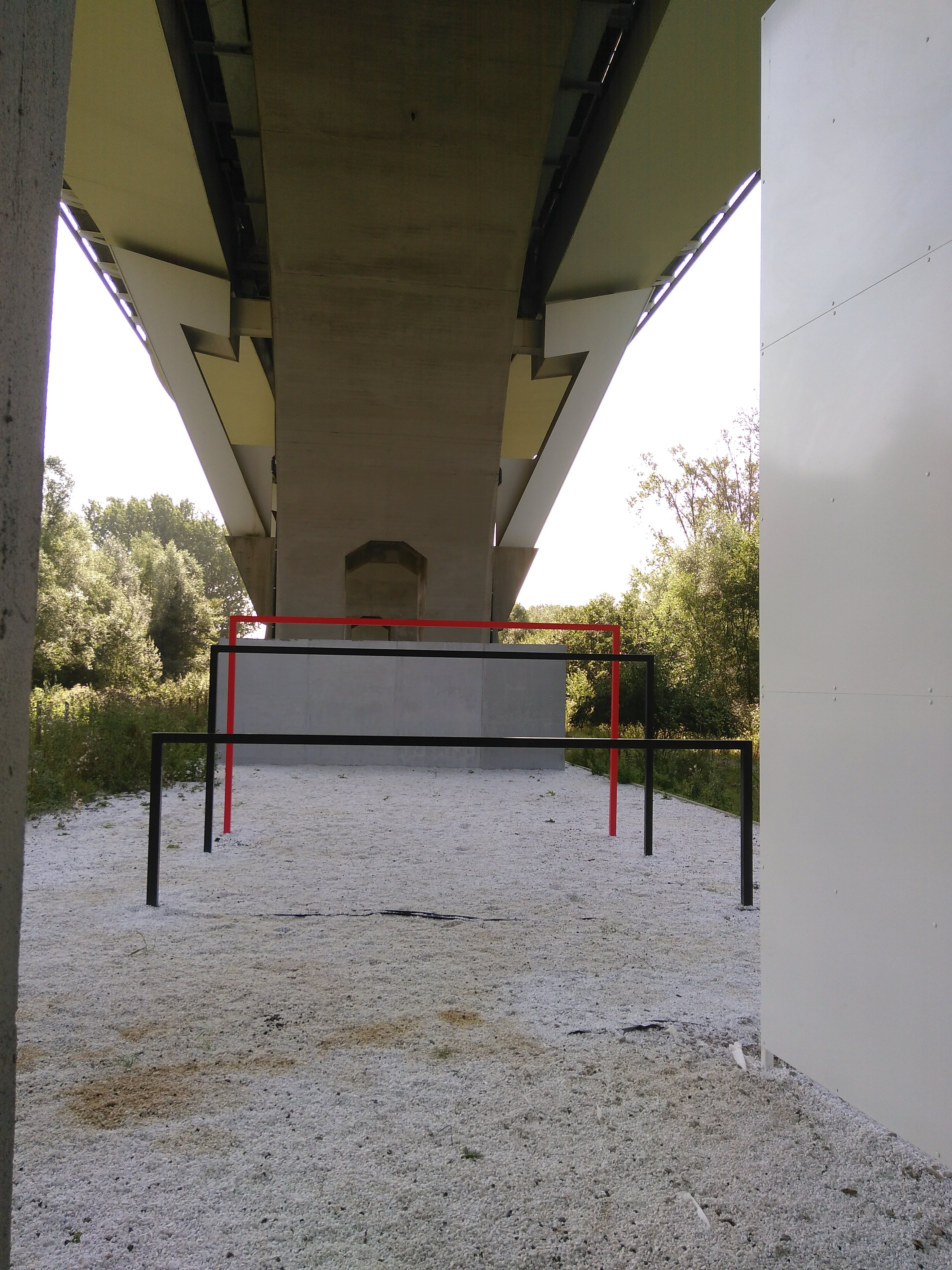
Exit, onderdeel van de openluchttentoonstelling "De blik van Bruegel - reconstructie van het landschap" (Dilbeek, 2019)

Het werk van van den Broek kenmerkt zich thematisch in eerste instantie door de manier waarop ze het urbane (in hoofdzaak Amerikaanse en Aziatische) landschap behandelt, en dit steeds meer laten vertrekken vanuit een abstracte beeldtaal.
Van den Broek interesseert zich hoofdzakelijk voor het beeld en de structuur van het beeld zelf en is minder bezig met de verftoets of het overbrengen van een boodschap. In The blinding of photography schrijft Dirk Lauwaert dat: “in every image, the painter [van den Broek] marks out his place with razor-sharp precision”. De reden hiervoor is zijn fotografisch startpunt, waardoor de wereld wordt gezien als door één lens. Van den Broeks hoofdvraag is hier: hoe het fotografische oog te vertalen in een beeld. “The photograph is in fact less than a sketch. It is something that is wholly and completely inadequate: it is not an image, at best only a registration. It is not a material that can be worked –such as a drawing that is homologous to a painting. The photograph must disappear as a photograph in order for an image to exist.”
Het gebruik van fotografie heeft gevolgen voor de compositie. Het onderscheid dat de menselijke interpretatie maakt tussen wat wel en wat niet belangrijk is, wordt vertroebeld door het gebruik van een mechanisch apparaat. Door zijn kadrering lijkt hij zo steeds het belangrijkste weg te laten. Daardoor tonen zijn schilderijen vaak onbelangrijke details of voorwerpen zoals garages, schaduwen of barsten in het wegdek. Hun onderwerp daarentegen lijkt, volgens David Anfam, iets anders te zijn: “the hoary modernist process of abstracting from observation has gone awry. (...) These fields and angles are semaphores, as non-objective as Newman's or Piet Mondrian's, in search of a subject. Here schemata seek or feign to become site-specific places.” Van den Broek gebruikt vaak verzadigde kleuren. In zijn werk wordt ruimte gecreëerd door de grenzen ervan, en wordt licht geëvoceerd door schaduw, zonder halftonen. Dit geeft aan zijn werk vaak een grafisch karakter, met zuivere kleuren.
In een serie van solotentoonstellingen (Chicane bij Marlborough Contemporary Londen, Yaw bij Galerie Greta Meert Brussel, Apex bij Friedman Benda Gallery New York; Zylon bij Baton Gallery in Seoul, Armco bij Figge von Rosen in Keulen en Cut Away The Snoopy bij Marlborough Contemporary in Londen) werd dit grafische karakter verder doorgedreven en bewoog hij zich verder weg van een basis in de realiteit. Hiervoor maakte hij delen van bestaande beelden tot een nieuw beeld. Meer en meer aandacht gaat uit naar het beeldvlak zelf, waarop architecturale details en schaduwen picturale elementen worden die nieuwe constellaties creëren.
Van Den Broek verwezenlijkte in opdracht van het AZ Sint-Maarten de gevel van de nieuwe campus te Mechelen. Dit ziekenhuis opende in 2018 haar deuren.

## Tentoonstellingen (selectie)
- 2023: "The Coin Toss", de Boer gallery, Los Angeles, Verenigde Staten
- 2022: "Firminy", Chambre Avec Vue, Saignon, Frankrijk
- 2022: "Warm Comfort", De Buck, Saint-Paul-de-Vence, Frankrijk
- 2021: "Tango in Paris", Philipp von Rosen Galerie, Keulen, Duitsland
- 2021: "Through Romance", curated by Luk Lambrecht, Lempertz, Brussel, België
- 2021: "In Between memory and Dream", Gallery Baton, Seoul, Zuid-Korea
- 2020: "The Beginning", Galerie Ron Mandos, Amsterdam, Nederland
- 2019: "Wall Works", CCM De Garage, Mechelen, België
- 2019: "Keep it Together", Galerie Greta Meert, Brussel, België
- 2019: "The Dog", Philipp von Rosen Galerie, Keulen, Duitsland
- 2018: "A Glowing Day", Gallery Baton, Seoul, Zuid-Korea
- 2016: "Behind the Camera", Philipp von Rose Galerie, Keulen, Duitsland
- 2016: "Borderline", campagne Opera en Ballet Vlaanderen 2016-2017, Antwerp Tower, Antwerpen, België
- 2016: "The Land of Milk & Money", Museum Weserburg, Bremen, Duitsland
- 2016: "The Light We Live In", Albertz Benda, New York, Verenigde Staten van Amerika
- 2016: "In Dialogue with Jan Cox", Duo exhibition curated by Koen van den Broek, Callewaert Vanlangendonck Gallery, Antwerp, Belgium
- 2015: "Sign Waves", Gallery Baton, Seoul, Zuid-Korea
- 2015: "The Del", Galerie Greta Meert, Brussel, België
- 2014: "Cut Away the Snoopy", Marlborough Contemporary, Londen, Verenigd koninkrijk
- 2014: "Armco", Figge von Rose Galerie, Keulen, Duitsland
- 2013: "Zylon", Gallery Baton, Seoul, Zuid-Korea
- 2013: "Yaw", Galerie Greta Meert, Brussel, België
- 2013: "Apex", Friedman Benda, New York, Verenigde Staten van Amerika
- 2012: "Chicane", Marlborough Contemporary, Londen, Verenigd koninkrijk
- 2012: "From the East to the West and Back", Gallery Baton, Seoul, Zuid-Korea
- 2011: "Insomnia and the Greenhouse", Friedman Benda, New York, Verenigde Staten van Amerika
- 2011: "Comin' Down", Figge von Rosen Galerie, Berlijn, Duitsland
- 2010: "What?" Greta Meert, Brussel, België
- 2010: "JOURNEY", Figge von Rosen Galerie, Keulen, Duitsland
- 2010: "Curbs & Crack", SMAK, Gent, België
- 2010: "Preview, Work on Paper by Koen van den Broek", Royal Museum of Fine Arts Antwerp, Antwerpen, België
- 2009: "Shadows of time" Black Polyurethane on inox, Museum Dhondt-Dhaenens, Deurle, België
- 2008: "THIS AN EXAMPLE OF THAT", Collaboration with John Baldessari, Greta Meert Gallery, Brussel, België
- 2008: "THIS AN EXAMPLE OF THAT", Collaboration with John Baldessari, Bonnefantenmuseum, Maastricht, Nederland
- 2008: "Out of Space", Figge von Rosen, Keulen, Duitsland
- 2008: "Who will lead us?" artbrussels, (winner of the illy Prize), Brussel, België
- 2007: "Angle", Inside the White Cube, Londen, Verenigd koninkrijk
- 2006: "Dante's View", Figge von Rosen Gallery, Keulen, Duitsland
- 2006: "Project St Lucas Ghent", Vlaamse Bouwmeester, Gent, België
- 2005: "Paintings from the USA and Japan", Museum Dhondt-Dhaenens, Deurle, België
- 2004: "Koen van den Broek", Domus Artium, Salamanca, Spanje
- 2004: "Framed: Koen van den Broek – Wim Catrysse", Cultuur Centrum Strombeek, Brussel, België
- 2003: "Threshold", White Cube, Londen, Verenigd koninkrijk
- 2003: "Matisse and Beyond: A Century of Modernism", San Francisco Museum of Modern Art, San Francisco, Verenigde Staten van Amerika
- 2002: "Koen van den Broek", Chapelle des Pénitents Blancs, Gordes, Frankrijk
- 2001: "Borders", White Cube, Londen, Verenigd koninkrijk
- 2001: "Koen van den Broek: Paintings", Museum van het Provinciaal Centrum voor Beeldende Kunst-Begijnhof, Hasselt, België
- 2000: "Cultureel Centrum Hasselt, België
- 1999: Galerij Art 61, Hever, België
- 1998: Bernarduscentrum, Antwerpen, België
- 1997: Galerij Hellinga Beetsterzwaag, Nederland

## Publieke collecties
- Staatliche Kunsthalle Karlsruhe, Karlsruhe
- Astrup Fearnley Museet for Moderne Kunst, Oslo
- LACMA, Los Angeles
- Museum Dhondt-Dhaenens, Deurle
- Leeum, Samsung Museum of Modern Art, Seoul
- San Francisco Museum of Modern Art
- SMAK, Gent
- M HKA, Antwerpen
- Kadist Art Foundation, Parijs
- Busan Museum of Art, Busan
- Museum Voorlinden, Wassenaar